# 沈砂池
沈砂池（ちんさち、ちんしゃち、英語: grit chamber）は、流水中の土砂などを沈殿させて流れから除くための池である。沈殿、堆積の場としての意味で沈殿池、沈砂地と呼ばれることもある。ポンプの摩耗や損傷を防ぐ目的で揚水設備の前に設けられることが一般的である。
主に利水施設などの導水部に設けられ、水利用や水処理の障害となる浮遊物や固体を沈殿除去するための人工池（自然物の改修を含む）である。水路や配管の閉塞を防止するために、前処理、一次処理施設として位置づけられることがある。

## 構造

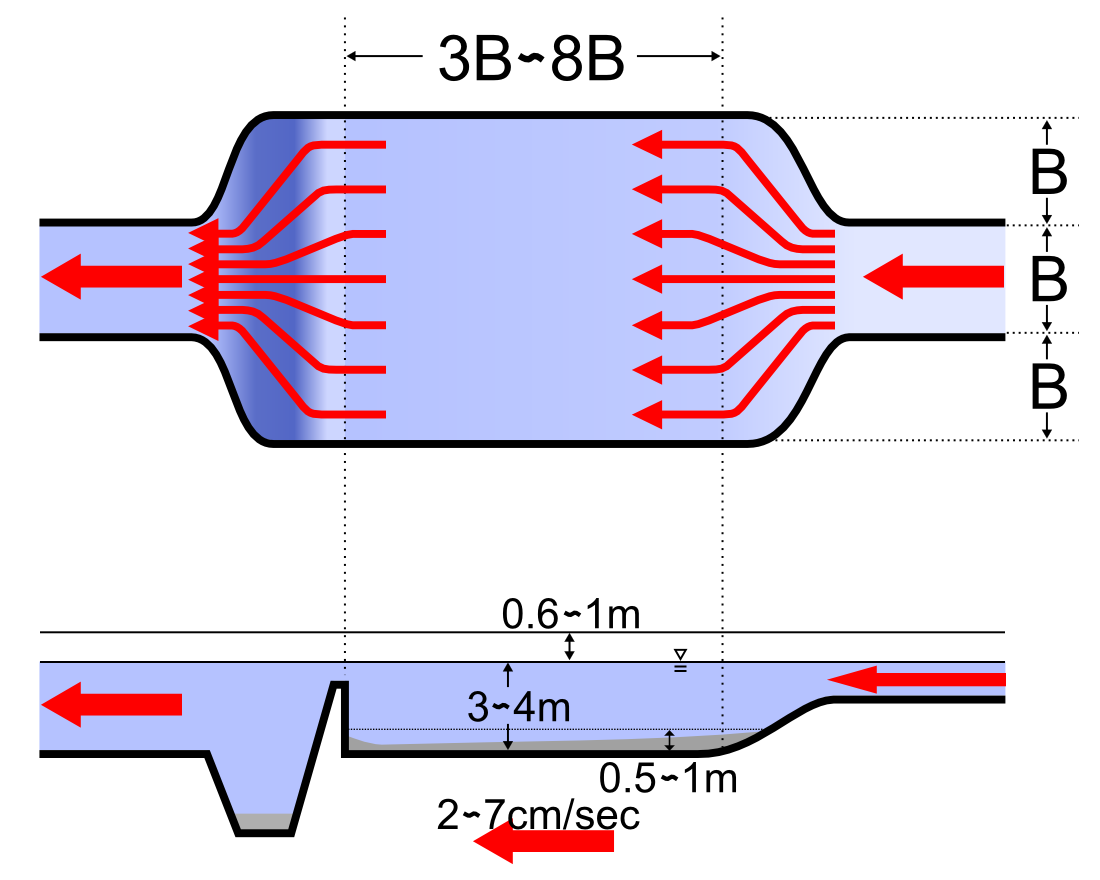
沈砂池の構造例
池の長さは流路幅の3-8倍程度となる。

人工的に造成・整備されたプール状の沈砂池の構造について以下に示す。このような積極的に構築した施設の他に、既存の自然物を用いたものもある。
- 強固な鉄筋コンクリート造とする。
- 堆砂のための長方形の池が主要な構造である。
- 流入部と流出部が池の両端にあり、池内での流れが偏流や逆流を避け、層流となるように、幅が徐々に広がり／狭くなる。
- 上澄みだけを流出させるよう、内部の水面下に堰が設けられる。
- 清掃や点検、補修に備えて、複数の池を備えるものがある。
- 寒冷地で凍結が予想される場合には、屋根が設けられることがある[2]。

### 長さ
沈砂池における堆砂部分の必要な長さは、概ね以下の計算で求められる。
{\displaystyle L=K({\frac {H}{U}}V)}
L：池の長さ (m)、H：有効水深 (m)、U：除去すべき砂の沈降速度 (cm/sec)、V：池内平均流速 (cm/sec)、K：係数（安全率）1.5-2.0

## 主な設置場所
- ダム上流部（ダムそのものを沈砂池と見立てる場合もある）
- 水力発電所、工業用水、農業用水等の取水施設
- 浄水場
- 下水処理場
- 鉱山 - 一般的な沈砂池と異なり、鉱山排水の中和処理によって生成される沈澱物（重金属やヒ素が含まれる）の回収が目的となっている。また、シックナ（濃縮槽）など上記のものとは異なる方法による物もある。